# Unabkömmlichstellung und Zurückstellung
Die Unabkömmlichstellung (UK) ist die Freistellung von der Ableistung des Wehrdienstes, die Zurückstellung dessen Verschiebung. Beide erfolgen nur bei der Wehrpflicht.

## Deutsches Reich: Zweiter Weltkrieg
Die Unabkömmlichstellung (UK-Stellung) während des Zweiten Weltkrieges war eine befristete oder widerrufliche Entlassung oder Nichteinziehung von Fachkräften, die zur Durchführung einer Reichsverteidigungsaufgabe der Kriegswirtschaft, des Verkehrs oder der Verwaltung unentbehrlich und unersetzbar waren (§ 5 Abs. 2 WehrG). Bei der UK-Stellung wurde der Soldat aus der Wehrmacht entlassen und musste später förmlich wieder erneut zum aktiven Wehrdienst einberufen werden. Demgegenüber blieb der so genannte Rüstungsurlauber während seines vorübergehenden zivilen Arbeitseinsatzes Soldat und konnte jederzeit in den aktiven Militärdienst zurückbeordert werden.

## Bundesrepublik Deutschland: Alte Rechtslage bis 30. Juni 2011
Aus dringenden Gründen konnte eine Person, die den Wehr- oder Zivildienst antreten sollte, sich unabkömmlich bzw. zurückstellen lassen. Beide Verfahren durften dabei aber nicht zu einer kompletten, sondern nur befristeten Freistellung (in der Regel für ein Jahr) führen. Mit dem Aussetzen der Wehrpflicht in Deutschland zum 1. Juli 2011 entfiel das Verfahren.

### Zurückstellung vom Zivildienst
(nach § 11 Abs. 6 ZDG) 
Vom Zivildienst soll ein anerkannter Kriegsdienstverweigerer auf Antrag auch
zurückgestellt werden, wenn er für die Erhaltung und Fortführung des elterlichen Betriebes oder des Betriebes seines Arbeitgebers oder für die ordnungsgemäße Aufgabenerfüllung seiner Dienstbehörde unentbehrlich ist. In diesem Fall sind die Eltern, der Arbeitgeber oder die Dienstbehörde des anerkannten Kriegsdienstverweigerers antragsberechtigt und verpflichtet, den Wegfall der Voraussetzungen für die Unentbehrlichkeit dem Bundesamt anzuzeigen. Die Zurückstellung bedarf der Zustimmung des anerkannten Kriegsdienstverweigerers. Die Einberufung des anerkannten Kriegsdienstverweigerers ist bis zur Entscheidung über den Antrag auszusetzen.

### Unabkömmlichstellung (UK-Stellung)
(nach § 13 WPflG und § 16 ZDG) 
Bei diesem Verfahren darf es nicht um die durch Einzug der betreffenden Person bedrohte Existenz des eigenen oder elterlichen Betriebs gehen.
Dabei beantragt der Arbeitgeber des Wehr- oder Zivildienstpflichtigen (dieser darf nicht sein eigener Arbeitgeber sein und auch nicht seine Eltern) die Unabkömmlichkeit schriftlich und begründet direkt bei der zuständigen Wehrersatzbehörde bzw. dem Kreiswehrersatzamt.
Der Arbeitgeber kann das UK-Verfahren nur dann beantragen, wenn die Heranziehung des Wehr- oder Zivildienstpflichtigen zum Dienst die Fortführung des Betriebes gefährden würde oder durch die Heranziehung die Fortführung des Betriebes so erschwert würde, dass eine unzumutbare Beeinträchtigung des Betriebes eintritt oder die Fortführung einer bestimmten Tätigkeit durch den Wehrpflichtigen dringend notwendig erscheint.
Da es bei diesem Verfahren keine gesetzlichen Fristen gibt, sollte der Arbeitgeber frühzeitig den Antrag stellen.
Die vorschlagsberechtigte Behörde holt dann eine gutachterliche Stellungnahme bei der für den Betrieb zuständigen Industrie- und Handelskammer bzw. Handwerkskammer und/oder der Agentur für Arbeit ein.
Nach der Prüfung wird der Vorschlag dem Kreiswehrersatzamt bzw. dem Bundesamt für Familie und zivilgesellschaftliche Aufgaben vorgelegt, welches über den Antrag entscheidet. Der Arbeitgeber erhält dann die Entscheidung von der vorschlagsberechtigten Behörde und kann, da das UK-Verfahren ein behördeninternes Verfahren ist, keinen Rechtsbehelf gegen die Entscheidung einlegen. Die Erteilung der UK-Stellung erfolgt nur, wenn der Wehr-/Zivildienstpflichtige bis zur Vollendung seines 23. Lebensjahres den Dienst noch antreten kann.

### Zurückstellung
(nach § 12 WPflG und § 11 ZDG) 
Bei diesem Verfahren muss es um die durch Einzug der betreffenden Person bedrohten Existenz des eigenen oder elterlichen Betriebs gehen.
Hierbei stellt der Wehr-/Zivildienstpflichtige persönlich den Antrag beim Kreiswehrersatzamt bzw. beim Bundesamt für Zivildienst schriftlich und mit Begründung.
Bei Wehrpflichtigen ist der Antrag frühestens nach Mitteilung der Erfassung durch die Erfassungsbehörde und spätestens nach Abschluss der Musterung zu stellen. Sollte der Grund für die Zurückstellung später eintreten, kann der Pflichtige innerhalb einer Frist von 3 Monaten nach Bekanntgabe den Antrag noch stellen.
Bei Zivildienstpflichtigen ist der Antrag nur zulässig, wenn er innerhalb von 3 Monaten nach Bekanntwerden des Zurückstellungsgrundes gestellt wird.
Wie beim UK-Verfahren wird auch hier eine gutachterliche Stellungnahme der Industrie- und Handelskammer bzw. Handwerkskammer eingeholt.
Das Kreiswehrersatzamt bzw. das Bundesamt für Zivildienst entscheidet über den Antrag und teilt seine Entscheidung dem Antragsteller mit. Ist eine Zurückstellung erfolgt, kann der Antragsteller bis zur Vollendung seines 25. Lebensjahres einberufen werden.
Bei Ablehnung des Antrags kann der Antragsteller Widerspruch einlegen.
Sofern nach nochmaliger Überprüfung eine besondere Härte nicht festgestellt werden kann, legt das Kreiswehrersatzamt den Widerspruch der Wehrbereichsverwaltung vor. Gegen die Entscheidung der Wehrbereichsverwaltung kann innerhalb eines Monats Klage beim Verwaltungsgericht erhoben werden.

### Bei UK- und Zurückstellung
Sollten sich die Voraussetzungen geändert haben oder gar weggefallen sein, ist der Wehr- bzw. Zivildienstpflichtige verpflichtet, dies dem Kreiswehrersatzamt bzw. dem Bundesamt für Zivildienst mitzuteilen.
Erfordernisse für diese Anträge sind u. a.:
- geeignete, wirtschaftlich tragbare Ersatzkraft fehlt
- Antragsteller muss sich nachweislich bemüht haben, die bisherigen Hindernisse zu beseitigen, (z. B. durch Suche und Einarbeitung einer Ersatzkraft)

### Wehrübungen
Beide Verfahren sind auch in Bezug auf Wehrübungen möglich. Allerdings werden dabei strengere Maßstäbe gesetzt. Der Reservist muss im Falle des Antrages eine unentbehrliche Führungs- oder Schlüsselkraft sein.